# Jack Toothill
Pas d'image ? Cliquez ici

a Compétitions nationales et continentales officielles uniquement.

b Matchs officiels uniquement.
John Thomas Toothill, né le 16 mars 1866 à Thornton et mort le 29 juin 1947 à Bradford, est un joueur de rugby à XV international anglais évoluant au poste d'avant.

## Carrière
Jack Toothill joue en club avec Bradford FC devenu successivement un club de rugby à XIII le 27 août 1895 puis un club de football en 1907. Au moment où le club s'est converti au code du rugby à XIII, le joueur a 29 ans, donc il est possible qu'il ait également pratiqué le rugby à XIII. Il obtient sa première cape le 1er mars 1890 à l'occasion du match contre l'Écosse. Il joue deux matchs du Tournoi britannique que l'Angleterre remporte et partage avec les Écossais. Il joue les quatre éditions suivantes du Tournoi et fait partie de l'équipe qui remporte la Triple couronne en 1892. Il obtient un total de douze sélections et dispute son dernier test match le 3 février 1894 contre l'Écosse.

## Palmarès
Jack Toothill remporte le Tournoi britannique en 1890 et 1892, obtenant la Triple couronne la seconde fois. Au niveau des clubs, les clubs anglais conviennent de rencontres amicales et ne disputent pas de championnat officiel. Toothill ne remporte donc pas de trophée en club.
| Édition                  | Rang | Résultats Galles | Résultats J. Toothill | Matchs J. Toothill |
| ------------------------ | ---- | ---------------- | --------------------- | ------------------ |
| Tournoi britannique 1890 | 1    | 2 v, 0 n, 1 d    | 2 v, 0 n, 0 d         | 2/3                |
| Tournoi britannique 1891 | 2    | 2 v, 0 n, 1 d    | 2 v, 0 n, 0 d         | 2/3                |
| Tournoi britannique 1892 | 1    | 3 v, 0 n, 0 d    | 3 v, 0 n, 0 d         | 3/3                |
| Tournoi britannique 1893 | 3    | 1 v, 0 n, 2 d    | 1 v, 0 n, 2 d         | 3/3                |
| Tournoi britannique 1894 | 2    | 1 v, 0 n, 2 d    | 1 v, 0 n, 1 d         | 2/3                |

Légende : v = victoire ; n = match nul ; d = défaite ; la ligne est en gras quand il y a grand chelem.

## Statistiques en équipe nationale
En cinq ans, Jack Toothill dispute douze matchs avec l'équipe du pays de Galles et marque un point et un essai. Il participe à cinq tournois britanniques.
| Année | Compétition         | Matchs | Points | Essais | Éco | Gal | Irl |
| ----- | ------------------- | ------ | ------ | ------ | --- | --- | --- |
| 1890  | Tournoi britannique | 2      | -      | -      | 1   | -   | 1   |
| 1891  | Tournoi britannique | 2      | 1      | 1      | -   | 1   | 1   |
| 1892  | Tournoi britannique | 3      | -      | -      | 1   | 1   | 1   |
| 1893  | Tournoi britannique | 3      | -      | -      | 1   | 1   | 1   |
| 1894  | Tournoi britannique | 2      | -      | -      | -   | 1   | 1   |
| Total | Total               | 12     | 1      | 1      | 3   | 4   | 5   |